# Charles Bally

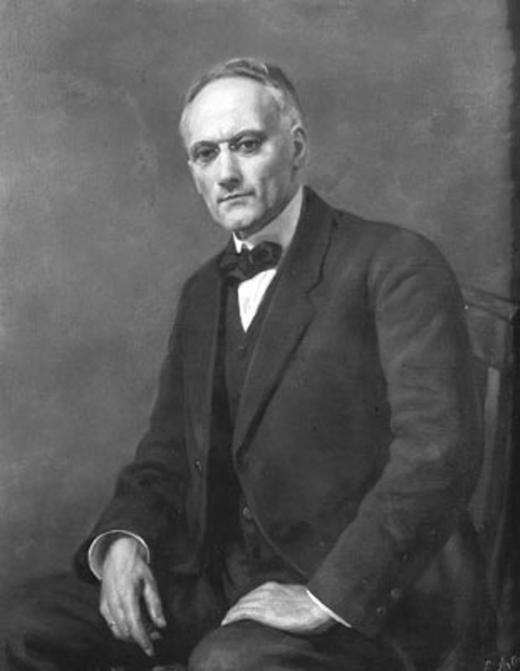
Charles Bally.

Charles Bally, född 4 februari 1865 i Genève, död 10 april 1947 i Genève, var en schweizisk språkforskare.
Bally var professor i allmän lingvistik vid universitetet i Genève 1913–1939. Liksom sin lärare Ferdinand de Saussure var Bally en utpräglad representant för den synkronistiska, beskrivande lingvistiken, som avböjer historiska metoder. Bally utvecklade intelligent och originellt sin syn på allmänt språkteoretiska problem och utövade ett betydande inflytande genom sina undersökningar, bland annat Traité de stylistique française (1909), Le language et la vie (1926) och Linguestique générale et linguistique française (1932).